# Boston Celtics 1966-1967
La stagione 1966-67 dei Boston Celtics fu la 21ª nella NBA per la franchigia.
I Boston Celtics arrivarono secondi nella Eastern Division con un record di 60-21. Nei play-off vinsero la semifinale di division con i New York Knicks (3-1), perdendo poi la finale di division con i Philadelphia 76ers (4-1).
In questa stagione Bill Russell fece il suo esordio da allenatore-giocatore, in seguito al ritiro di coach Red Auerbach al termine dell'annata precedente.

## Roster
| \| Pos. \| Num. \| Naz. \| Nome \| Altezza \| Peso \| Data nascita \| Provenienza \| \| ---- \| ---- \| ---- \| ---------------- \| ------- \| ------ \| ------------ \| ---------------------- \| \| G/AP \| 11 \| \| Barnett, Jim \| 193 cm \| 77 kg \| 7-07-1944 \| Oregon \| \| A/C \| 28 \| \| Embry, Wayne \| 203 cm \| 109 kg \| 26-03-1937 \| Miami \| \| G/AP \| 17 \| \| Havlicek, John \| 196 cm \| 92 kg \| 8-04-1940 \| Ohio State \| \| A \| 18 \| \| Howell, Bailey \| 201 cm \| 95 kg \| 20-01-1937 \| Mississippi State \| \| G \| 25 \| \| Jones, K.C. \| 185 cm \| 91 kg \| 25-05-1932 \| San Francisco \| \| G/AP \| 24 \| \| Jones, Sam \| 193 cm \| 90 kg \| 24-06-1933 \| North Carolina Central \| \| A/C \| 26 \| \| Kimball, Toby \| 198 cm \| 100 kg \| 7-09-1942 \| Connecticut \| \| A \| 19 \| \| Nelson, Don \| 198 cm \| 95 kg \| 15-05-1940 \| Iowa \| \| C \| 6 \| \| Russell, Bill \| 206 cm \| 98 kg \| 12-02-1934 \| San Francisco \| \| A \| 16 \| \| Sanders, Satch \| 198 cm \| 95 kg \| 8-11-1938 \| New York \| \| A \| 20 \| \| Siegfried, Larry \| 191 cm \| 86 kg \| 22-05-1939 \| Ohio State \| \| A \| 12 \| \| Watts, Ron \| 198 cm \| 95 kg \| 21-05-1943 \| Wake Forest \| | Allenatore - Red Auerbach Assistente/i - Buddy LeRoux Legenda - (C) Capitano - (FA) Free agent - (S) Sospeso - (TW) Contratto Two-way - (GL) Assegnato a squadra G League affiliata - Infortunato Roster • Transazioni · Ultima transazione: 3 maggio 1967 |                        |                  |         |        |              |                        |
| Pos. | Num. | Naz.                   | Nome             | Altezza | Peso   | Data nascita | Provenienza            |
| G/AP | 11 | Stati Uniti (bandiera) | Barnett, Jim     | 193 cm  | 77 kg  | 7-07-1944    | Oregon                 |
| A/C | 28 | Stati Uniti (bandiera) | Embry, Wayne     | 203 cm  | 109 kg | 26-03-1937   | Miami                  |
| G/AP | 17 | Stati Uniti (bandiera) | Havlicek, John   | 196 cm  | 92 kg  | 8-04-1940    | Ohio State             |
| A | 18 | Stati Uniti (bandiera) | Howell, Bailey   | 201 cm  | 95 kg  | 20-01-1937   | Mississippi State      |
| G | 25 | Stati Uniti (bandiera) | Jones, K.C.      | 185 cm  | 91 kg  | 25-05-1932   | San Francisco          |
| G/AP | 24 | Stati Uniti (bandiera) | Jones, Sam       | 193 cm  | 90 kg  | 24-06-1933   | North Carolina Central |
| A/C | 26 | Stati Uniti (bandiera) | Kimball, Toby    | 198 cm  | 100 kg | 7-09-1942    | Connecticut            |
| A | 19 | Stati Uniti (bandiera) | Nelson, Don      | 198 cm  | 95 kg  | 15-05-1940   | Iowa                   |
| C | 6 | Stati Uniti (bandiera) | Russell, Bill    | 206 cm  | 98 kg  | 12-02-1934   | San Francisco          |
| A | 16 | Stati Uniti (bandiera) | Sanders, Satch   | 198 cm  | 95 kg  | 8-11-1938    | New York               |
| A | 20 | Stati Uniti (bandiera) | Siegfried, Larry | 191 cm  | 86 kg  | 22-05-1939   | Ohio State             |
| A | 12 | Stati Uniti (bandiera) | Watts, Ron       | 198 cm  | 95 kg  | 21-05-1943   | Wake Forest            |

## Staff tecnico
- Allenatore: Bill Russell
- Preparatore atletico: Buddy LeRoux